# Saulėtekis

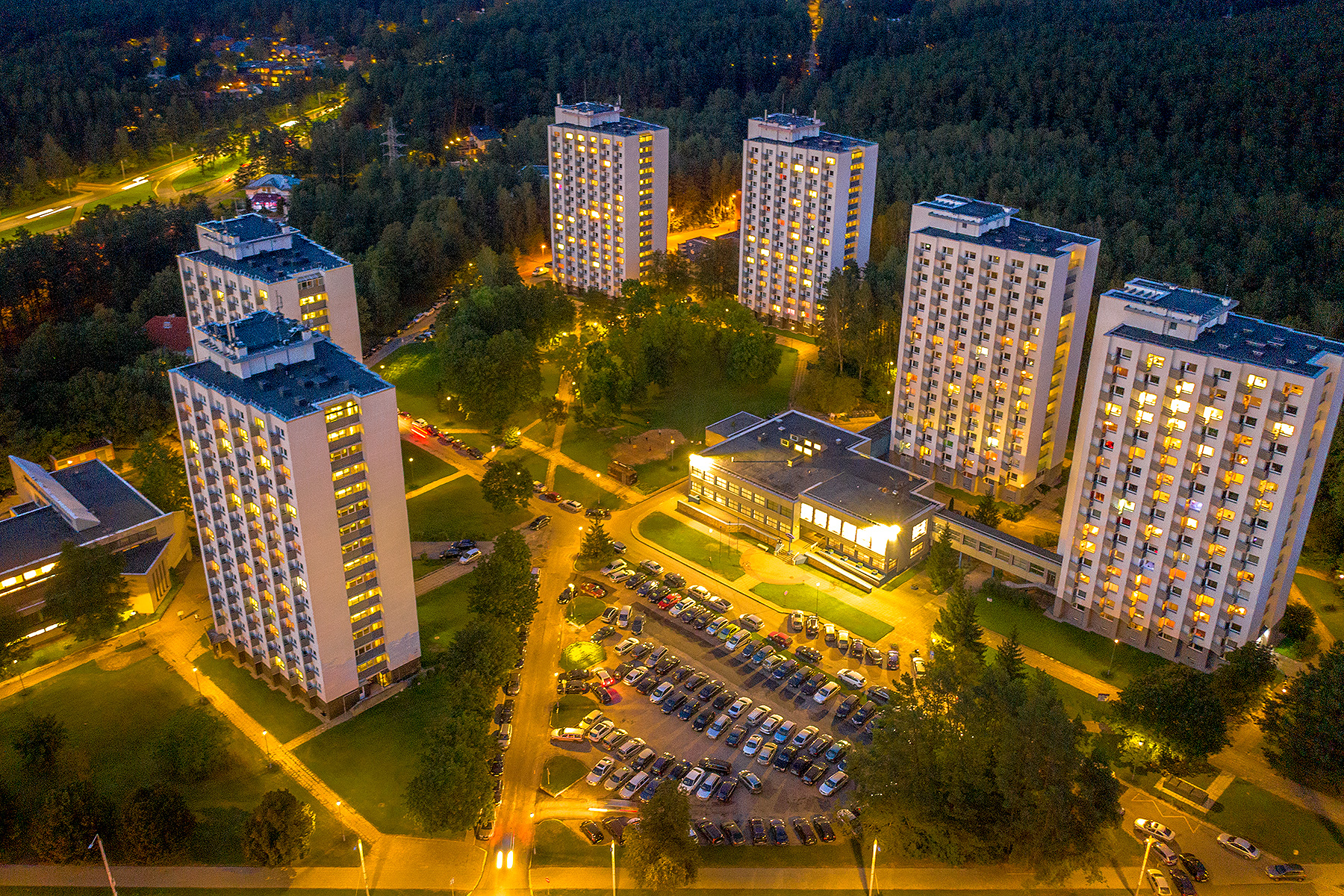
Niujorkas–Studentenwohnheime

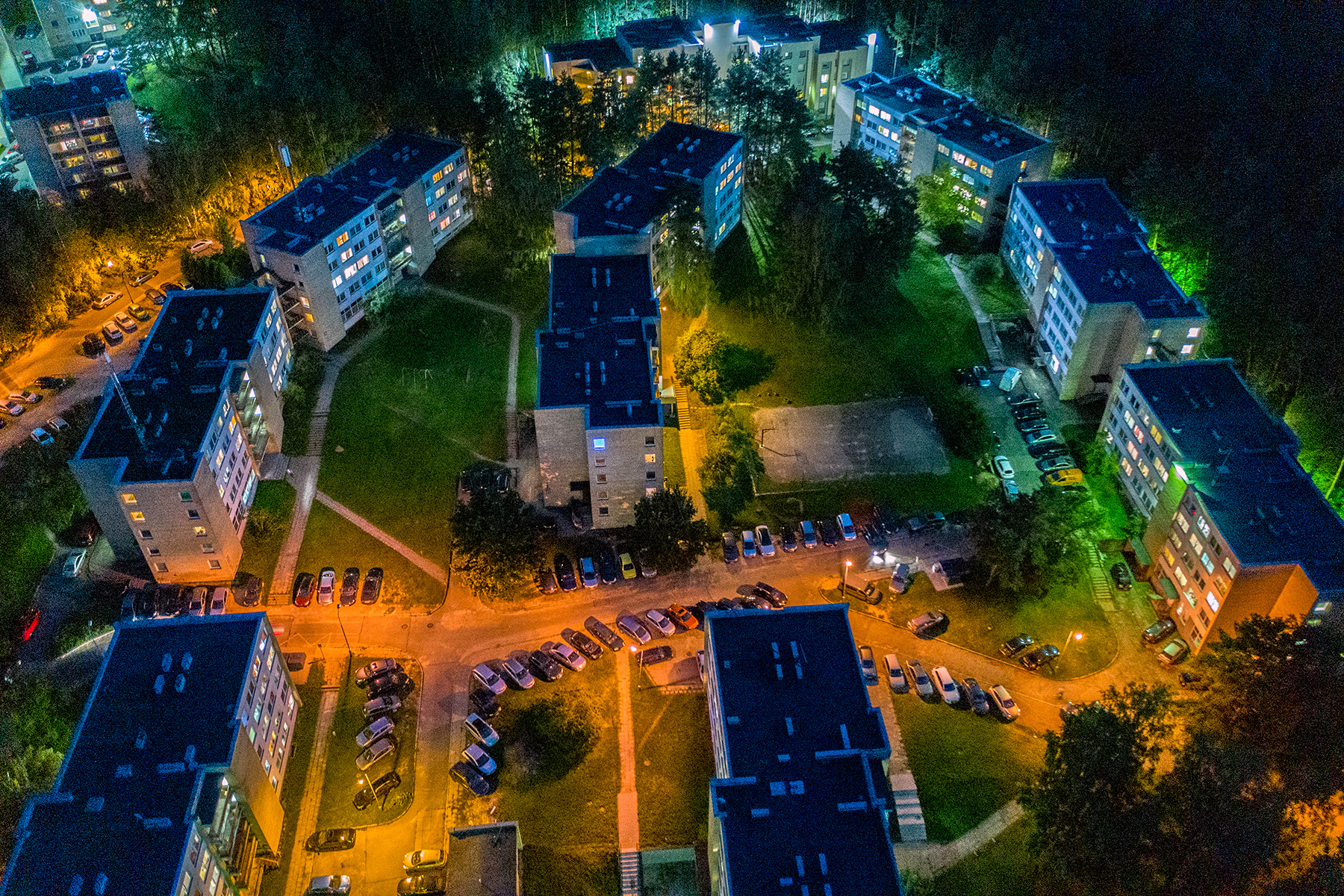
Kamčiatka–Studentenwohnheime

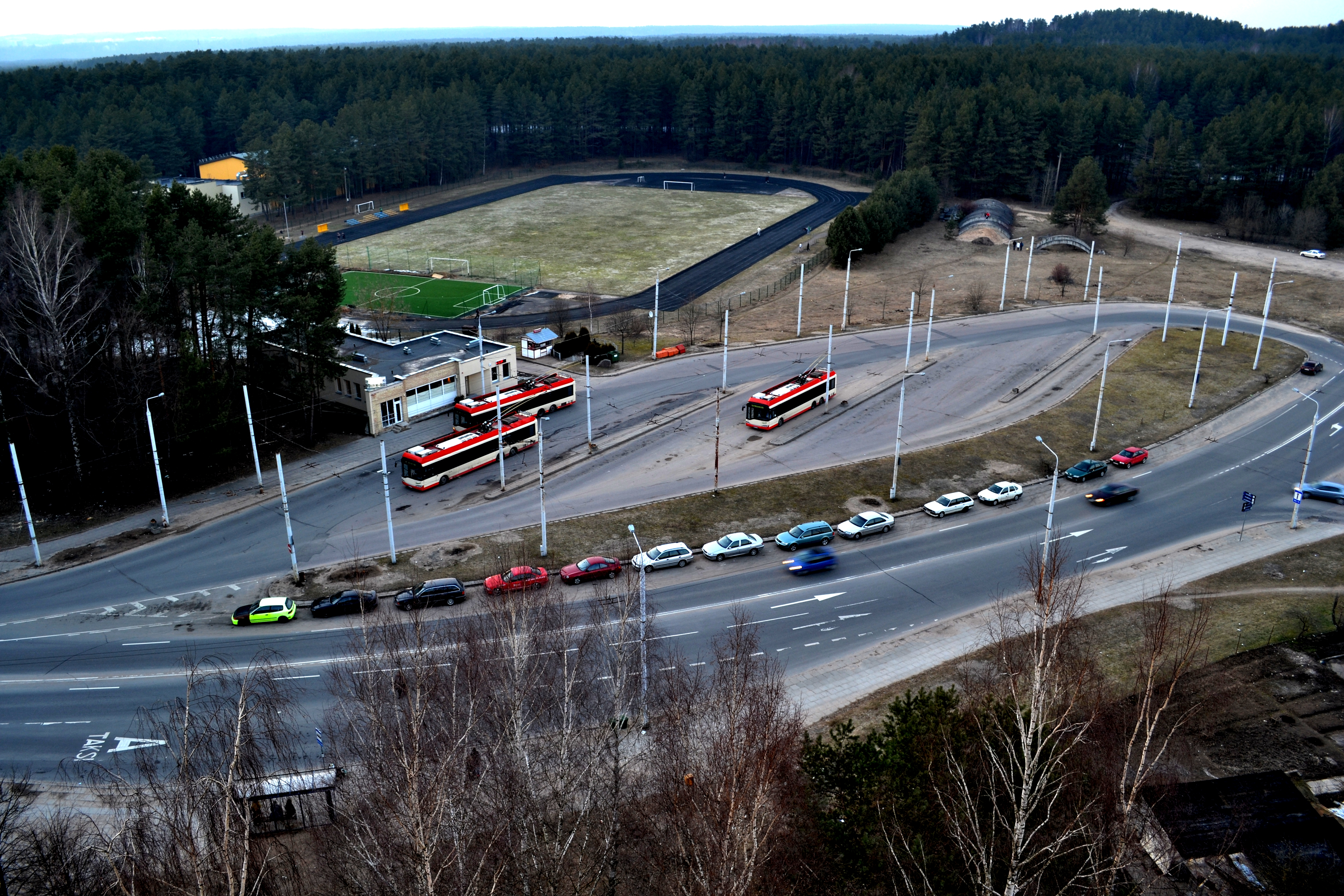
Alte-Ziegelei-Ring und Sonnenaufgang-Stadion

Saulėtekis (dt. 'Sonnenuntergang') ist ein Stadtteil der litauischen Hauptstadt Vilnius in Antakalnis, nordöstlich vom Stadtzentrum. Das Mikrorajon entstand im Sowjetlitauen. Hier gibt es den Campus der Vilniaus universitetas. 

## Lage und Standort
Saulėtekis besteht aus sog. „Niujorkas“ und „Kamčiatka“. In „Niujorkas“ befinden sich die Fakultäten für Physik, Recht, Kommunikation, Wirtschaft der VU, die Hochschulen Vilnius University Business School und Technische Universität Vilnius (VGTU), Sportsaal und sechs Studentenwohnheime (je 16 Etagen) der VU, Saulėtekio slėnis. 
In „Kamčiatka“ gibt es zwei Studentenwohnheime (je 12 Etagen) und ein 5-Etagen-Wohnheim der VGTU, 4-5 Etagen-Wohnheime der VU, Bäckerei, Basketball-Spielplatz, Bus- und Trolleybus-Ring von Vilniaus troleibusai sowie Vilniaus autobusai.